# آيت داود أو موسى (سمكت)
آيت داود أو موسى هي إحدى مشيخات المملكة المغربية، تتبع جغرافيا لإقليم بني ملال وإداريًا لسمكت. يقدر عدد سكانها بـ 5283 نسمة حسب الإحصاء الرسمي للسكان والسكنى لسنة 2004.